# Ronald dela Rosa
Ronald Marapon dela Rosa, detto Bato (Santa Cruz, 21 gennaio 1962), è un politico, prefetto e poliziotto filippino.
Membro dell'Accademia Militare Filippina e già Capo della polizia di Davao, nella seconda parte degli anni duemiladieci si è distinto come uno dei principali volti nell'ambito della guerra alla droga nell'arcipelago come Capo della Polizia nazionale filippina. Dopo il suo ritiro nel 2018 è stato nominato brevemente Direttore-generale del Bureau of Corrections, per poi essere eletto al Senato delle Filippine l'anno successivo.

## Biografia
Nasce nel barangay Bato di Santa Cruz, municipalità dell'allora provincia di Davao (oggigiorno la provincia di Davao del Sur), figlio di Teodoro Diamaton dela Rosa Sr. (1937-1995) e Anesia Cruspero Marapon. Cresciuto in un contesto di povertà, durante l'adolescenza svolge le mansioni di portatore di pesce presso il mercato comunale e di bigliettaio di autobus.
Si iscrive quindi in pubblica amministrazione all'Università statale di Mindanao ma interrompe i suoi studi per arruolarsi all'Accademia Militare Filippina nel 1982. Terminato il periodo di studi nel 1986, ottiene un master in pubblica amministrazione e un dottorato di ricerca, rispettivamente nel 1998 e nel 2006, presso l'Università delle Filippine sud-orientali (USeP).
Durante la propria gioventù frequenta inoltre dei corsi all'Accademia dell'FBI e alla Ranger School negli Stati Uniti d'America, e da sky marshal con la polizia federale australiana. In questo periodo, la corporatura robusta e muscolosa gli vale il soprannome di Bató (parola filippina che letteralmente significa roccia), che lo avrebbe accompagnato per tutta la vita.

### Gli inizi nella polizia filippina
Entra a far parte della polizia filippina dopo la rivoluzione EDSA del febbraio 1986, come tenente dell'oggi defunto Philippine Constabulary (PC), il corpo di gendarmeria filippino, a Davao. A seguito dell'abolizione del PC con conseguente nascita della Polizia nazionale filippina (PNP), viene nominato capo ispettore dell'Ufficio regionale di polizia della città.
A Davao instaura fin da subito un solido rapporto lavorativo e di profonda amicizia con il Sindaco della città Rodrigo Duterte, figlio dell'ex primo cittadino Vicente ed emerso in quegli anni nello scenario politico locale. Designato come direttore di polizia nella provincia di Compostela Valley e poi direttore del PNP presso il Camp Crame di Quezon City, durante la presidenza di Gloria Macapagal-Arroyo torna quindi a Davao dove ricopre incarichi sia come direttore che come prefetto.

### Capo della polizia di Davao
Nel gennaio 2012 è designato come Capo della polizia di Davao dalla Sindaca Sara Duterte, figlia di Rodrigo. Qui si distingue per l'implementazione di una campagna antidroga – l'Operazione Tokhang o Oplan Tokhang (il termine tokhang è la contrazione delle parole cebuane toktok, "bussare", e hangyo, "richiedere"), dove agenti di polizia visitano personalmente le abitazioni dei sospetti identificati, invitandoli a cambiare stile di vita e a costituirsi – volta a sradicare il consumo e il traffico di stupefacenti nella città, oltre che per la cattura di una banda criminale specializzata in furti d'auto e il salvataggio dell'imprenditrice sinofilippina Sally Chua. Si fa inoltre promotore della campagna Oplan Pakgang, che aveva lo scopo di sensibilizzare i giovani davaoeñi riguardo ai pericoli legati alla criminalità e alle attività illegali.
Tra l'ottobre 2013 e il dicembre 2014 è nuovamente assegnato al quartiere generale della Polizia nazionale filippina presso il Camp Crame di Quezon City, dove lavora assieme al suo gruppo d'intelligence. Più tardi è membro della commissione d'inchiesta incaricata di investigare sulla strage di Mamasapano, tragico evento dove avevano perso la vita sia il terrorista malese Marwan che membri delle forze speciali della Polizia (Special Action Force o SAF) e dei gruppi terroristici islamisti del Fronte di Liberazione Islamico Moro (MILF) e Combattenti per la Libertà del Bangsamoro Islamico (BIFF).
Alcuni giorni prima delle elezioni presidenziali del 2016 viene rimosso dall'incarico di generale di brigata del Reactionary Standby Support Force (RSSF) per alcuni post a sostegno del candidato Rodrigo Duterte sul servizio di rete sociale Facebook, violando così il criterio di apoliticità o neutralità politica imposto a qualsiasi membro delle forze armate in periodo di campagna elettorale.

### Capo della polizia nazionale filippina

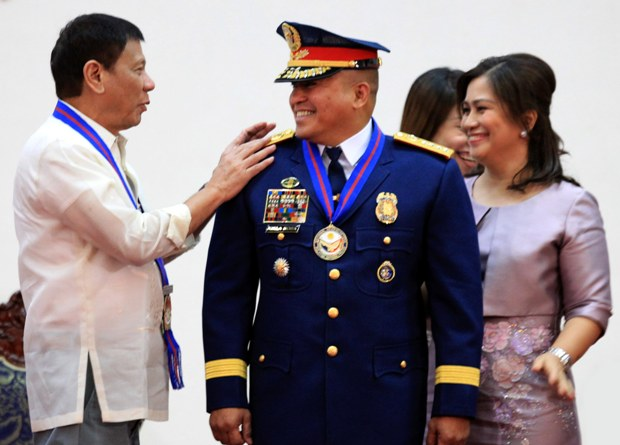
Dela Rosa e il neopresidente Duterte durante la sua cerimonia d'insediamento come capo della Polizia filippina il 1º luglio 2016

Il 1º luglio 2016, giorno seguente all'insediamento ufficiale di Duterte al Malacañan, è selezionato dal Presidente come nuovo Capo della Polizia nazionale filippina in sostituzione dell'ilocano Ricardo Marquez, ritiratosi in anticipo per favorire la sua ascesa. La sua nomina stravolge le gerarchie all'interno della polizia nazionale, basate in gran parte sul criterio dell'età anagrafica.
Promosso a direttore generale del PNP, si distingue sin da subito per l'implementazione dell'Oplan Tokhang su scala nazionale, divenendo per questo il volto principale della campagna antidroga filippina subito dopo Duterte. Pur mantenendo un elevato consenso tra la popolazione, la lotta al narcotraffico e alla criminalità del nuovo governo porta a un rapido incremento delle uccisioni extragiudiziarie nel paese, soprattutto nella fascia più povera della società, e sul fronte internazionale suscita critiche da parte di Stati Uniti d'America e Unione europea, tra gli altri, in tema di diritti umani. Pur definendo la sua campagna «non perfetta», il Capo di polizia ribadirà la legalità delle operazioni di polizia e l'importanza della legittima difesa quale scriminante per gli agenti, attribuendo piuttosto gran parte delle uccisioni extragiudiziarie all'azione dei cartelli della droga che «combattevano l'uno con l'altro».
Benché ormai in procinto di ritirarsi dalla Polizia per il raggiungimento dei 56 anni di età, nel gennaio 2018 è riconfermato da Duterte per altri tre mesi. Dopo il suo congedo è nominato direttore-generale del Bureau of Corrections, incarico che ricopre sino al 12 ottobre seguente.

### L'elezione al Senato
Dopo aver manifestato più volte il desiderio di entrare nel mondo della politica, nell'ottobre 2018 annuncia la sua candidatura al Senato delle Filippine in vista delle parlamentari del 2019. Tesseratosi al PDP-Laban e forte dell'endorsement di Duterte, che aveva sempre difeso in periodo di campagna elettorale in merito alle rigide politiche di ordine pubblico imposte nel primo triennio, è eletto Senatore con oltre 19 milioni di voti.
Alla camera alta il neofita senatore si pronuncia a favore della reintroduzione della pena capitale nell'arcipelago, da lui ritenuta una valida soluzione ai crimini più efferati, e al passaggio al federalismo del Paese asiatico, due delle principali promesse elettorali di Duterte nel 2016.
L'8 ottobre 2021, ultimo giorno disponibile per la presentazione delle candidature, ufficializza a sorpresa la sua partecipazione alle presidenziali del 2022, completando di fatto con Christopher Go il tandem presentato dalla fazione Cusi del PDP-Laban alle elezioni. La corsa al Malacañan del Senatore nasce infatti per volontà del partito che, per sua stessa ammissione, lo aveva avvisato solamente all'ultimo momento. Nei mesi precedenti il PDP-Laban era andato incontro a una brusca scissione causata da attriti interni, con un'altra fazione capeggiata da Manny Pacquiao che aveva invece deciso di appoggiare la candidatura dell'ex pugile e del suo vice Lito Atienza.